# Jean Adams
Johann Hubert (Jean) Adams (Rheydt, 3 februari 1899 - Weert, 27 november 1970) was een Duits-Nederlandse schilder en beeldhouwer.

## Leven en werk
Adams werd geboren in Duitsland, maar groeide op in Beegden, waar zijn vader landbouwer was. In 1923 werd hij door bisschop Laurentius Schrijnen tot priester gewijd. Hij werd vervolgens tekenleraar aan Rolduc. Hij studeerde aan de Rijksakademie van beeldende kunsten in Amsterdam en behaalde in 1927 de M.O. akte tekenen aan het Rijksinstituut voor tekenleraren.
In 1935 verliet Adams Rolduc en werd hij kapelaan in Ospel. Vervolgens was hij pastoor in Nunhem (1939) en vanaf 1952 in Ell. In 1953 werd hij vrijgesteld van zijn kerkelijke taken om zich volledig aan de kunst te wijden. In 1956 ontving hij de Culturele Prijs van de provincie Limburg. Hij was mede-oprichter van de raad voor de kunst van het ministerie van onderwijs en wetenschappen. Adams werd benoemd tot ridder in de Orde van Oranje-Nassau.
Hij overleed op 71-jarige leeftijd in het Sint Jansziekenhuis in Weert.

## Werken (selectie)
- 1941 - Sint Servaas in Nunhem
- 1951 - Heilig Hartbeeld (Dieteren), uitgevoerd door Joep Thissen
- 1951 - Sint Barbara in Thorn, uitgevoerd door Joep Thissen

## Galerij

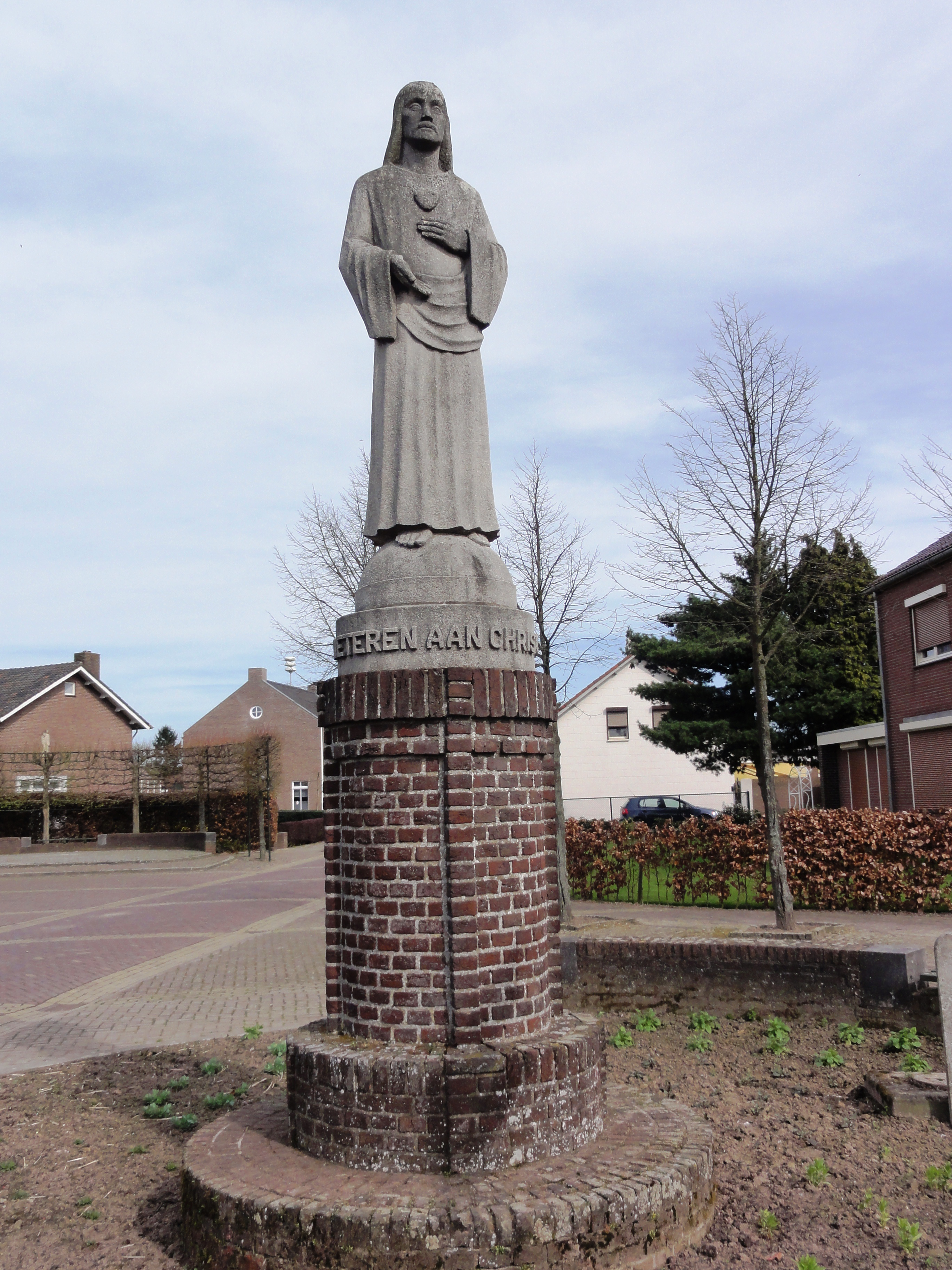
Heilig Hartbeeld (Dieteren)